# Eden Caleová
Eden Caleová, rodným jménem Eden Myfanwy Cale (* 14. července 1985 New York) je americká režisérka a herečka.

## Život
Narodila se roku 1985 v Beth Israel Hospital v New Yorku jako první a jediný potomek velšského hudebníka a skladatele Johna Calea a jeho třetí manželky Risé Irushalmi. Po vzoru svého otce, který hrál na violu, začala v sedmi letech hrát na housle. Později se však již hudbě nevěnovala. V roce 2006 hrála ve filmu Revolution in Three Acts režisérky Valerie Veatchové. Film byl představen na New York International Independent Film and Video Festival. V roce 2010 natočila režisérký debut s názvem The Roast (uvedla jej produkční společnost Hiraeth Media). Autorem hudby ke snímku byl Owen Pallett a hráli v něm například Thomas McDonell, Genevieve Hudson-Price a samotná režisérka. Ve stejném roce se podílela na dokumentárním snímku Edie: Girl on Fire pojednávajícím o herečce Edie Sedgwick. Později pracovala na filmu pojednávajícím o velšské umělkyni Mared Lenny. Je také režisérkou videoklipu ke skladbě „Catastrofuk“ svého otce. Rovněž zpívala doprovodné vokály v několika otcových písních z alb Walking on Locusts (1996), 5 Tracks (2003), HoboSapiens (2003) a Shifty Adventures in Nookie Wood (2012). Cale o svém vztahu s dcerou napsal píseň „Gravel Drive“. V minulosti byl jejím přítelem bubeník Adam Kautz. Dne 10. června 2017 se provdala za Jacka Levinsona. John Cale na svatbě zahrál píseň „Close Watch“.